# مگان پرمر
مگان پرمر (به انگلیسی: Megan Pormer) با نام تولد نگین باقری پرمهر (زاده ۱۵ اوت ۱۹۹۲) بازیگر، مدل و دکترای مهندسی پزشکی ایرانی-آمریکایی است.
او دختر شاپور باقری پرمهر است.

## اوایل زندگی
نگین پرمهر در ۱۵ اوت ۱۹۹۲ در ایران زاده شد. او در انگلستان تحصیل کرده و دارای مدرک کارشناسی ارشد در رشته مهندسی پزشکی است.
او در تهران بزرگ شده‌است.

## حرفه
نگین پرمهر در چندین فیلم به عنوان بازیگر نقش مکمل ظاهر شده و برای برندها مدلینگ کرده‌است. او در سال ۲۰۱۹ برنده خانم دبی شد.
نگین پرمهر برای دکترای خود در رشته مهندسی بیومدیکال از امپریال کالج لندن تحصیل کرد. او در آزمایش پیشگیرانه DNA برای سرطان سینه و تخمدان در حین تحصیل در PHD کار کرده‌است.
در ماه مه ۲۰۱۹، او در موزیک ویدیوی پاریس هیلتون با عنوان "My Best Friend’s Ass" با حضور کیم کارداشیان ایفای نقش کرد.
مگان پس از حضور در گرمی و حمایت از دونالد ترامپ تهدید به مرگ شد